# The Portrait (film)
Pour les articles homonymes, voir The Portrait.
The Portrait est un film muet américain réalisé par Thomas H. Ince et George Loane Tucker, sorti en 1911.

## Fiche technique
- Réalisation : Thomas H. Ince, George Loane Tucker
- Scénario : George Loane Tucker
- Production : Carl Laemmle
- Date de sortie : États-Unis : 28 décembre 1911

## Distribution
- Mary Pickford : Little Vera
- Owen Moore : Reginald Spencer
- Margarita Fischer : la fille de la haute société